# Psychotria suerrensis
Psychotria suerrensis är en måreväxtart som beskrevs av John Donnell Smith. Psychotria suerrensis ingår i släktet Psychotria och familjen måreväxter. Inga underarter finns listade i Catalogue of Life.